# 6083 Janeirabloom
6083 Janeirabloom este un asteroid din centura principală de asteroizi.

## Descriere
6083 Janeirabloom este un asteroid din centura principală de asteroizi. A fost descoperit pe 25 septembrie 1984 la Stația Anderson Mesa de Brian A. Skiff. El prezintă o orbită caracterizată de o semiaxă mare de 2,24 ua, o excentricitate de 0,18 și o înclinație de 5,7° în raport cu ecliptica.